# Rheumaptera tangens
Rheumaptera tangens là một loài bướm đêm trong họ Geometridae.